# بيط
البيط (الاسم العلمي: Bittium) هو جنس من الرخويات يتبع الفصيلة القرطيونية من رتبة الصدفيات الماصة.

## أنواع البيط
- بيط أجدب
- بيط أرنولدي
- بيط أصفر
- بيط بسيط
- بيط بنامي
- بيط بيروفي
- بيط دقيق
- بيط شديد الأناقة
- بيط صغير
- بيط صلب
- بيط عملاق
- بيط فانكوفري
- بيط قزمي
- بيط لامع
- بيط لبني اللون
- بيط متصالب
- بيط متقلب
- بيط معرق
- بيط مكسيكي
- بيط وتسوني